# Lista okrętów United States Navy, S
W tej sekcji listy okrętów United States Navy wymienione są nazwy wszystkich okrętów United States Navy, których nazwa zaczyna się od S.
Aby zobaczyć wyłącznie listę okrętów obecnie pozostających w służbie — patrz Lista obecnie służących okrętów United States Navy
W przypadku okrętów, których nazwa została użyta jednokrotnie, link USS "Nazwa_okrętu" kieruje do artykułu o konkretnym okręcie. Jeżeli nazwy użyto kilkakrotnie, link USS "Nazwa_okrętu" kieruje do strony ujednoznaczniającej z krótkimi opisami poszczególnych okrętów, natomiast linki następujące po nazwie kierują do tych okrętów bezpośrednio.

## S
- Lista ścigaczy okrętów podwodnych (SC-1 do SC-1634)
- USS „S-1” (SS-105)
- USS „S-2” (SS-106)
- USS „S-3” (SS-107)
- USS „S-4” (SS-109)
- USS „S-5” (SS-110)
- USS „S-6” (SS-111)
- USS „S-7" (SS-112)
- USS „S-8” (SS-113)
- USS „S-9” (SS-114)
- USS „S-10” (SS-115)
- USS „S-11” (SS-116)
- USS „S-12” (SS-117)
- USS „S-13” (SS-118)
- USS „S-14” (SS-119)
- USS „S-15” (SS-120)
- USS „S-16” (SS-121)
- USS „S-17" (SS-122)
- USS „S-18” (SS-123)
- USS „S-19” (SS-124)
- USS „S-20” (SS-125)
- USS „S-21” (SS-126)
- USS „S-22” (SS-127)
- USS „S-23” (SS-128)
- USS „S-24” (SS-129)
- USS „S-25” (SS-130)
- USS „S-26” (SS-131)
- USS „S-27" (SS-132)
- USS „S-28” (SS-133)
- USS „S-29” (SS-134)
- USS „S-30” (SS-135)
- USS „S-31” (SS-136)
- USS „S-32” (SS-137)
- USS „S-33" (SS-138)
- USS „S-34” (SS-139)
- USS „S-35” (SS-140)
- USS „S-36” (SS-141)
- USS „S-37" (SS-142)
- USS „S-38” (SS-143)
- USS „S-39” (SS-144)
- USS „S-40” (SS-145)
- USS „S-41” (SS-146)
- USS „S-42” (SS-153)
- USS „S-43” (SS-154)
- USS „S-44” (SS-155)
- USS „S-45” (SS-156)
- USS „S-46” (SS-157)
- USS „S-47" (SS-158)
- USS „S-48” (SS-159)
- USS „S-49” (SS-160)
- USS „S-50” (SS-161)
- USS „S-51” (SS-162)
- USS „S-132” (1920)
- USS „S. M. Goucher” ()
- USS „S. P. Lee” (, AG-192)
- USS „S. T. Co. No. 2” ()

### Sa
- USS „Sabalo” (, SS-302)
- USS „Sabatowan” ()
- USS „Sabeata” ()
- USS „Sabik” (AK-121)
- USS „Sabine” (1855, AO-25)
- USS „Sabine Sun” ()
- USS „Sable” (IX-81)
- USS „Sablefish” (SS-303)
- USS „Sabot” ()
- USS „Sabotawan” ()
- USS „Sac City” ()
- USS „Sacagawea” (YT-241, YT-326, AKE-2)
- USS „Sacandaga” (1918, AOG-40)
- USS „Saccarappa” ()
- USS „Sachem” (1776, 1861 SP-192)
- USS „Saco” (1863, YT-31, YTB-796)
- USS „Sacramento” (1862, PG-19, AOE-1)
- USS „Sadie Ross” ()
- USS „Saetia” ()
- USS „Safeguard” (ARS-25, ARS-50)
- USS „Saffron” ()
- USS „Sagacity” ()
- USS „Sagadahoc” ()
- USS „Sagadahoc County” (LST-1091)
- USS „Sagaland” ()
- USS „Sagamore” (,. ATA-208)
- USS „Sagawamick” ()
- USS „Sage” (MSF-111)
- USS „Saginaw” (1859, LST-1188)
- USS „Saginaw Bay” (CVE-82)
- USS „Sagitta” ()
- USS „Sagittarius” ()
- USS „Sagua” (ID-1627)
- USS „Saguanash” (YTB-288)
- USS „Saidor” (CVE-117)
- USS „Sailfish” (SS-192, SS-572)
- USS „Saint Croix” (APA-231)
- USS „Saint Croix River” (LSMR-524)
- USS „Saint Paul” (1895, CA-73)
- USS „Saipan” (CVL-48, LHA-2)
- USS „Sakarissa” (YT-269)
- USS „Sakatonchee” (AOG-19)
- USS „Sakaweston” (YT-289)
- USS „Sakonnet” (AOG-61)
- USS „Salamaua” (CVE-96)
- USS „Salamonie” (AO-26)
- USS „Salem” (CL-3, CM-11, CA-139)
- USS „Salerno Bay” (CVE-110)
- USS „Salinan” (ATF-161)
- USS „Salinas” (AO-19)
- USS „Saline County” (LST-1101)
- USS „Salisbury Sound” (AV-13)
- USS „Salish” (ATA-187)
- USS „Sallie Bishop” (1864)
- USS „Sallie Wood” (1860)
- USS „Salmon” (SS-19, SS-182, SS-573)
- USS „Salmon Falls River” (LSMR-530)
- USS „Salt Lake City” (CL/CA-25, SSN-716)
- USS „Saltery Bay” (CVE-117)
- USS „Saluda” (IX-87)
- USS „Salute” (AM-294, AM-470)
- USS „Salvager” (ARS(D)-3)
- USS „Salvor” (SP-3418, ARS-52)
- USS „Sam Houston” (SSBN-609)
- USS „Sam Rayburn” (SSBN-635)
- USS „Samarinda” (ID-2511)
- USS „Samaritan” (AH-10)
- USS „Samoa” (1917, CB-6)
- USS „Samoset” (YT-5, SP-2000, ATA-190)
- USS „Sample” (FF-1048)
- USS „Sampson” (DD-63, DD-394, DDG-10, DDG-102)
- USS „Samson” (1861, 1862, 1869)
- USS „Samuel B. Roberts” (DE-413, DD-823, FFG-58)
- USS „Samuel Chase” ()
- USS „Samuel Eliot Morison” (FFG-13)
- USS „Samuel Gompers” (AD-37)
- USS „Samuel L. Cobb” (AOT-1123)
- USS „Samuel N. Moore” (DD-747)
- USS „Samuel Rotan” ()
- USS „Samuel S. Miles” ()
- USS „San Alberto Bay” ()
- USS „San Antonio” (LPD-17)
- USS „San Bernardino” (, LST-1189)
- USS „San Bernardino County” (LST-1110)
- USS „San Carlos” ()
- USS „San Clemente” ()
- USS „San Diego” (CA-6, CL-53, AFS-6, LPD-22)
- USS „San Felipe” ()
- USS „San Francisco” (C-5(inne języki), CA-38, SSN-711)
- USS „San Jacinto” (1850, CVL-30, CG-56)
- USS „San Joaquin” ()
- USS „San Joaquin County” (LST-1122)
- USS „San Jose” (AFS-7)
- USS „San Juan” (SP-1352, CL-54, SSN-751)
- USS „San Leandro” ()
- USS „San Marcos” (1911, LSD-25)
- USS „San Pablo” ()
- USS „San Pedro” (PF-37)
- USS „San Saba” ()
- USS „San Toy II” ()
- USS „Sanborn” ()
- USS „Sanctuary” (AH-17)
- USS „Sand Caster” ()
- USS „Sand Fly” ()
- USS „Sand Lance” (SS-381, SSN-660)
- USS „Sanda” ()
- USS „Sandalwood” ()
- USS „Sanderling” (, , )
- USS „Sandoval” (, LPA-194)
- USS „Sandpiper” (, AM-51)
- USS „Sands” (DD-243/APD-13, AGOR-6)
- USS „Sandusky” (1865, PF-54)
- USS „Sandy Bay” ()
- USS „Sangamon” (1862, CVE-26)
- USS „Sangay” (AE-10)
- USS „Sanibel” ()
- USS „Sanpoil” ()
- USS „Sans Souci II” ()
- USS „Santa Ana” ()
- USS „Santa Barbara” (SP-4522, Launch #164, AE-28)
- USS „Santa Cecilia” ()
- USS „Santa Clara” ()
- USS „Santa Elena” ()
- USS „Santa Elisa” ()
- USS „Santa Fe” (CL-60, SSN-763)
- USS „Santa Leonora” ()
- USS „Santa Luisa” ()
- USS „Santa Malta” ()
- USS „Santa Olivia” ()
- USS „Santa Paula” ()
- USS „Santa Rita” ()
- USS „Santa Rosa” ()
- USS „Santa Rosalia” ()
- USS „Santa Teresa” ()
- USS „Santaquin” ()
- USS „Santee” (1861, CVE-29)
- USS „Santiago” ()
- USS „Santiago de Cuba” (1861)
- USS „Sapelo” ()
- USS „Sappa Creek” ()
- USS „Sapphire” (SP-710, PYc-2)
- USS „Sappho” (, )
- USS „Sara Thompson” ()
- USS „Sarah and Caroline” ()
- USS „Sarah Bruen” ()
- USS „Sarah M. Kemp” ()
- USS „Sarah S. B. Carey” ()
- USS „Saranac” (1814, 1848, 1899, AO-74)
- USS „Sarasota” (APA-204)
- USS „Saratoga” (1780, 1814, 1842, CC-3, CV-3, CVA-60)
- USS „Sard” ()
- USS „Sarda” (SS-488)
- USS „Sardonyx” ()
- USS „Sargent Bay” (CVE-83)
- USS „Sargo” (SSN-583)
- USS „Sarita” ()
- USS „Sarnar” (, )
- USS „Sarpedon” (ARB-7)
- USS „Sarsfield” (DD-837)
- USS „Sarsi” ()
- USS „Sassaba” ()
- USS „Sassacus” (1862, YT-163)
- USS „Satago” ()
- USS „Satanta” ()
- USS „Satellite” (, )
- USS „Satilla” ()
- USS „Satinleaf” ()
- USS „Satsuma” ()
- USS „Satterlee” (DD-190, DD-626)
- USS „Saturn” (AG-4, AFS-10)
- USS „Satyr” (ARL-23)
- USS „Saucy” ()
- USS „Saufley” (DD-465)
- USS „Saugatuck” (AOT-75)
- USS „Saugus” (1863, LSV-4, YTB-780)
- USS „Saunter” ()
- USS „Saury” (SS-189)
- USS „Sausalito” (PF-4)
- USS „Savage” (DER-386)
- USS „Savannah” (1798, 1842, AS-8, CL-42, AOR-4)
- USS „Savo Island” (CVE-78)
- USS „Sawfish” (SS-276)
- USS „Saxis” ()
- USS „Sayona II” ()
- USS „Sayonara II” ()

### Sc–Sg
- USS „Scabbardfish” (SS-397)
- USS „Scammel” ()
- USS „Scamp” (SS-277, SSN-588)
- USS „Scandinavia” ()
- USS „Scania” ()
- USS „Scanner” ()
- USS „Scarpe” ()
- USS „Scaup” ()
- USS „Schenck” (DD-159/AG-82)
- USS „Schenectady” (LST-1185)
- USS „Schley” (SS-52, DD-103)
- USS „Schmitt” (APD-76)
- USS „Schofield” (FFG-3)
- USS „Schroeder” (DD-501)
- USS „Schurz” ()
- USS „Schuyler” ()
- USS „Schuyler Otis Bland” (AK-277)
- USS „Schuylkill” (AOT-76)
- USS „Scindia” ()
- USS „Sciota” (, , )
- USS „Scipio” ()
- USS „Scorpion” (1812, 1813, 1847, PY-3, SS-278, SSN-589)
- USS „Scoter” (, )
- USS „Scott” (DE-214, DDG-995(inne języki))
- USS „Scourge” (1804, 1812, 1846)
- USS „Scout” (,. MCM-8)
- USS „Scranton” (CA-138, SSN-756)
- USS „Screven” ()
- USS „Scribner” (APD-122)
- USS „Scrimmage” ()
- USS „Scroggins” ()
- USS „Scuffle” ()
- USS „Sculpin” (SS-191, SSN-590)
- USS „Sculptor” ()
- USS „Scurry” ()
- USS „Scylla” (1869)
- SDTS (ex-DDG-31)
- USS „Sea Bird” ()
- USS „Sea Cat” ()
- USS „Sea Cliff” ()
- USS „Sea Cloud” ()
- USS „Sea Devil” (SS-400, SSN-664)
- USS „Sea Dog” (AGSS-401)
- USS „Sea Foam” (1861, IX-210)
- USS „Sea Fox” (SS-402)
- USS „Sea Gate” ()
- USS „Sea Gull” (, , , )
- USS „Sea Hawk” ()
- USS „Sea Horse” (1812)
- USS „Sea Leopard” (SS-483)
- USS „Sea Lift” ()
- USS „Sea Otter” (SP-781)
- USS „Sea Otter I” (IX-51)
- USS „Sea Otter II” (IX-53)
- USS „Sea Owl” ()
- USS „Sea Panther” (SS-528)
- USS „Sea Poacher” (SS-406)
- USS „Sea Robin” ()
- USS „Sea Rover” ()
- USS „Sea Scout” ()
- USS „Sea Shadow” (IX-529)
- USS „Seabrook” ()
- USS „Seadragon” (SS-194, SSN-584)
- USS „Seagull” (, )
- USS „Seahorse” (SS-304, SSN-669)
- USS „Seal” (SS-19½, SS-183)
- USS „Sealift Antarctic” (AOT-176)
- USS „Sealift Arabian Sea” (AOT-169)
- USS „Sealift Arctic” (AOT-175)
- USS „Sealift Atlantic” (AOT-172)
- USS „Sealift Caribbean” (AOT-174)
- USS „Sealift China Sea” (AOT-170)
- USS „Sealift Indian Ocean” (AOT-171)
- USS „Sealift Mediterranean” (AOT-173)
- USS „Sealift Pacific” (AOT-168)
- USS „Sealion” (SS-195, SS-315)
- USS „Seaman” (DD-791)
- USS „Searaven” (SS-196)
- USS „Search” ()
- USS „Searcher” ()
- USS „Seatag” ()
- USS „Seattle” (CA-11, AOE-3)
- USS „Seaward” (, )
- USS „Seaweed” ()
- USS „Seawolf” (SS-28, SS-197, SSN-575, SSN-21)
- USS „Seay” (AKR-302)
- USS „Sebago” (, )
- USS „Sebastian” ()
- USS „Sebasticook” ()
- USS „Sebec” ()
- USS „Secota” ()
- USS „Secret” (SP-1063)
- USS „Security” ()
- USS „Sederstrom” ()
- USS „Sedgwick” ()
- USS „Sedgwick County” (LST-1123)
- USS „See W. See” ()
- USS „Seekonk” ()
- USS „Seer” ()
- USS „Seginus” ()
- USS „Segwarusa” ()
- USS „Seid” ()
- USS „Seize” ()
- USS „Selfridge” (DD-320, DD-357)
- USS „Selinur” ()
- USS „Sellers” (DDG-11)
- USS „Sellstorm” ()
- USS „Selma” ()
- USS „Selma” (1856)
- USS „Seminole” (1859, 1879, AT-65, AKA-104/LKA-104)
- USS „Semmes” (DD-189, DDG-18)
- USS „Senasqua” ()
- USS „Senator Ross” ()
- USS „Seneca” (1861, SP-427, SP-1240, AT-91/ATF-91)
- USS „Sennet” (SS-408)
- USS „Senorita” ()
- USS „Sentinel” (, , , )
- USS „Sentry” (AM-299, MCM-3)
- USS „Sepulga” ()
- USS „Sequatchie” ()
- USS „Sequin” ()
- USS „Sequoia” (1917, AG-23)
- USS „Sequoyah” ()
- USS „Serapis” ()
- USS „Serene” ()
- USS „Seringapatam” ()
- USS „Serpens” (AK-97, AK-266)
- USS „Serrano” ()
- USS „Setauket” ()
- USS „Seven” ()
- USS „Seven Seas” ()
- USS „Severance” ()
- USS „Severn” (, ,. AO-61)
- USS „Sevier” (LPA-233)
- USS „Seymour D. Owens” ()
- USS „Sgt. Andrew Miller” (AK-242)
- USS „Sgt. Archer T. Gammon” (AK-243)
- USS „Sgt. Charles E. Mower” ()
- USS „Sgt. Curtis F. Shoup” ()
- USS „Sgt. George D. Keathley” (AGS-35)
- USS „Sgt. George Peterson” ()
- USS „Sgt. Howard E. Woodford” ()
- USS „Sgt. Jack J. Pendleton” (AK-276)
- USS „Sgt. Jonah E. Kelley” ()
- USS „Sgt. Joseph E. Muller” ()
- USS „Sgt. Matej Kocak” (AK-3005)
- USS „Sgt. Morris E. Crain” (AK-244)
- USS „Sgt. Sylvester Antolak” ()
- USS „Sgt. Truman Kimbro” (AK-254)
- USS „Sgt. William R. Button” (AK-3012)

### Sh-Si
- USS „Shabonee” (, )
- USS „Shackle” ()
- USS „Shad” (, )
- USS „Shada” ()
- USS „Shadow III” ()
- USS „Shadwell” (LSD-15)
- USS „Shady Side” ()
- USS „Shah” ()
- USS „Shahaka” ()
- USS „Shahaska” ()
- USS „Shakamaxon” (1863, AN-88)
- USS „Shakori” (ATF-162)
- USS „Shamal” (PC-13)
- USS „Shamokin” (, , )
- USS „Shamrock” ()
- USS „Shamrock Bay” (CVE-84)
- USS „Shangri-la” (CV-38)
- USS „Shannon” (, MMD-25)
- USS „Shark” (1821, 1861, SS-8, SP-534, SS-174, SS-314, SSN-591)
- USS „Sharkey” (DD-281)
- USS „Sharps” (AKL-10)
- USS „Shasta” (, AE-33)
- USS „Shaula” ()
- USS „Shaw” (DD-68, DD-373)
- USS „Shawmut” (1863, CM-4, CM-11)
- USS „Shawnee” (1865)
- USS „Shawnee Trail” (AO-142)
- USS „Shawsheen” ()
- USS „Shea” (MMD-30)
- USS „Shearwater” (1887, AM-413, AG-177)
- USS „Sheboygan” (PF-57)
- USS „Sheehan” ()
- USS „Sheepscot” ()
- USS „Sheffield” ()
- USS „Shelby” ()
- USS „Sheldrake” ()
- USS „Sheliak” ()
- USS „Shelikof” ()
- USS „Shellbark” ()
- USS „Shelter” ()
- USS „Shelton” (, DD-790)
- USS „Shenandoah” (1862, ZR-1, AD-26, AD-44)
- USS „Shepherd Knapp” ()
- USS „Sherburne” ()
- USS „Sheridan” ()
- USS „Shiel” ()
- USS „Shields” (DD-596)
- USS „Shikellamy” ()
- USS „Shiloh” (1863, CG-67)
- USS „Shiner” ()
- USS „Shipley Bay” (CVE-85)
- USS „Shirin” ()
- USS „Shirk” ()
- USS „Shokokon” ()
- USS „Short Splice” (AK-249)
- USS „Shoshone” (,. AOT-151)
- USS „Shoup” (DDG-86)
- USS „Shoveler” (MSF-382
- USS „Shreveport” (PF-23, LPD-12)
- USS „Shrewsbury” ()
- USS „Shrike” (MHC-62, MSC-201)
- USS „Shrimp” ()
- USS „Shubrick” (1865, TB-30, DD-268, DD-639)
- USS „Shughart” (AKR-295)
- USS „Shur” ()
- USS „Shuttle” ()
- USS „Sialia” ()
- USS „Siam Duffey” ()
- USS „Sibley” ()
- USS „Siboney” (ID-2999, CVE-112)
- USS „Sibyl” ()
- USS „Sicard” (DD-346/DM-21/AG-100)
- USS „Sicily” (CVE-118)
- USS „Sides” (FFG-14)
- USS „Sidney C. Jones” ()
- USS „Sidonia” ()
- USS „Sierra” (, AD-18)
- USS „Signal” (1862, IX-142)
- USS „Signal I” ()
- USS „Signet” ()
- USS „Sigourney” (DD-81, DD-643)
- USS „Sigsbee” (DD-502)
- USS „Sikh” ()
- USS „Silas Bent” (AGS-26)
- USS „Silenus” ()
- USS „Silica” ()
- USS „Silver Cloud” (1862, IX-143)
- USS „Silver Lake” ()
- USS „Silverbell” ()
- USS „Silverleaf” ()
- USS „Silversides” (SS-236, SSN-679)
- USS „Silverstein” (DE-534)
- USS „Simon Bolivar” (SSBN-641)
- USS „Simon Lake” (AS-33)
- USS „Simon Newcomb” ()
- USS „Simplicity” ()
- USS „Simpson” (DD-221, FFG-56)
- USS „Sims” (DD-409, APD-50, DE-1059)
- USS „Sinclair” (DD-275)
- USS „Sioux” (, ATF-75, ATF-171)
- USS „Sir Andrew Hammond” ()
- USS „Sirago” (SS-485)
- USS „Siren” (, , )
- USS „Sirius” (, AFS-8)
- USS „Sirocco” (PC-6)
- USS „Sirona” ()
- USS „Siskin” ()
- USS „Sisler” (AKR-311)
- USS „Sister” ()
- USS „Sitka” ()
- USS „Sitkoh Bay” (CVE-86)
- USS „Situla” ()
- USS „Siwash” ()
- USS „Sixaola” ()

### Sk-Sp
- USS „Skagit” ()
- USS „Skandawati” ()
- USS „Skaneateles” (YP-6)
- USS „Skate” (SS-23, SS-305, SSN-578)
- USS „Skenandoa” (, )
- USS „Skill” (, MSO-471)
- USS „Skillful” ()
- USS „Skimmer” (, )
- USS „Skink” ()
- USS „Skipjack” (SS-24, SS-184, SSN-585)
- USS „Skipper” ()
- USS „Skirmish” ()
- USS „Skowhegan” (PCE-843)
- USS „Skylark” (AM-63, ASR-20)
- USS „Skywatcher” (YAGR-3)
- USS „Slater” (DE-766)
- HMS „Slinger” (D 26)
- USS „Sloat” (DD-316, DE-245)
- USS „Smalley” (DD-565)
- USS „Smartt” (DE-257)
- HMS „Smiter” (D 55)
- USS „Smith” (DD-17, DD-378)
- USS „Smith Thompson” (DD-212)
- USS „Smohalla” (YT-371)
- USS „Smoky Hill River” (LFR-531)
- USS „Smyrna River” (LSMR-532)
- USS „Snake River” (LSMR-533)
- USS „Snapper” (SS-16, SP-2714, SS-185)
- USS „Snark” (SP-1291)
- USS „Snatch” (ARS-27)
- USS „Snohomish County” (LST-1126)
- USS „Snook” (SS-279, SSN-592)
- USS „Snowbell” (AN-52)
- USS „Snowden” (DE-246)
- USS „Snowdrop” (1863, 1897)
- USS „Snyder” (DE-745)
- USS „Soderman” (AKR-317)
- USS „Soestdijk” (ID-3413)
- USS „Sol Navis” (1919)
- USS „Solace” (AH-2, AH-5)
- USS „Solann County” (LST-1128)
- USS „Solar” (DE-221)
- USS „Sole” (SS-410)
- USS „Soley” (DD-707)
- USS „Solf” ()
- USS „Solitaire” (ID. No. 3026)
- USS „Solomon Thomas” (1863)
- USS „Solomons” (YFB-23, CVE-67)
- USS „Solvay” (PC-603)
- USS „Somerfield” (1861)
- USS „Somers” (1812, 1842, TB-22, DD-301, DD-381, DDG-34)
- USS „Somerset” (1862, 1917, AK-212, LPD-25)
- USS „Somervell County” (LST-1129)
- USS „Somerworth” ()
- USS „Son Joaquin County” (LST-1122)
- USS „Son Juan” (, )
- USS „Sonnicant” ()
- USS „Sonoma” (1862, AT-12/ATO-12, ATA-175)
- USS „Sophronia” ()
- USS „Sorgo” (, )
- USS „Sorrel” ()
- USS „Sotoyomo” (, )
- USS „Soubarissen” (AO-93)
- USS „South America” ()
- USS „South Bend” ()
- USS „South Carolina” (1780, 1798, 1799, 1860, BB-26, CGN-37)
- USS „South Dakota” (ACR-9, BB-49, BB-57)
- USS „South Pole” ()
- USS „South Wind” ()
- USS „Southampton” (1845, AKA-66)
- USS „Southard” (DD-207)
- USS „Southerland” (DD-743)
- USS „Southern Cross” (AK-285)
- USS „Southern Seas” ()
- USS „Southerner” ()
- USS „Southery” ()
- USS „Southfield” (1857)
- USS „Southland” ()
- USS „Southport” ()
- USS „Sovereign” (, )
- USS „Spadefish” (SS-411, SSN-668)
- USS „Spangenberg” ()
- USS „Spangler” (DE-696)
- USS „Spark” (, , )
- USS „Sparrow" ()
- USS „Sparrow II” ()
- USS „Spartan” ()
- USS „Spartanburg County” (LST-1192)
- USS „Speaker” ()
- USS „Spear” ()
- USS „Spearfish” (SS-190)
- USS „Spectacle” ()
- USS „Specter” (MSF-306)
- USS „Speed” ()
- USS „Speedway” ()
- USS „Speedwell” ()
- USS „Spence” (DD-512)
- USS „Spencer” ()
- USS „Sperry” (AS-12)
- USS „Sphinx” (ARL-24)
- USS „Spica” (AK-16, T-AFS-9)
- USS „Spicewood” ()
- USS „Spiegel Grove” (LSD-32)
- USS „Spikefish” ()
- USS „Spinax” (SS-489)
- USS „Spindrift” ()
- USS „Spirea” ()
- USS „Spiteful” ()
- USS „Spitfire” (1776, 1803, 1814, 1846, 1869)
- USS „Splendor” ()
- USS „Spokane” (CL-97, CL-120, AG-191)
- USS „Spoonbill” ()
- USS „Spot” (SS-413)
- USS „Spray” ()
- USS „Spray II” ()
- USS „Sprig” (MSF-384)
- USS „Springer” ()
- USS „Springfield” (1862, 1918, CL-66, SSN-761)
- USS „Sproston” (, )
- USS „Spruance” (DD-963)
- USS „Spry” ()
- USS „Spuyten Duyvil” (1864)

### Sq-St
- USS „Squall” (PC-7)
- USS „Squalus” (SS-192)
- USS „Squando” (1865)
- USS „Squanto” ()
- USS „SSG Edward A. Carter Jr.” (AK-4544)
- USS „St. Andrews” ()
- USS „St. Andrews Bay” ()
- USS „St. Augustine” ()
- USS „St. Clair” ()
- USS „St. Clair County” (LST-1096)
- USS „St. Croix” (LPA-231)
- USS „St. Francis” (1914, YP-150)
- USS „St. Francis River” ()
- USS „St. George” ()
- USS „St. Helena” ()
- USS „St. Johns” ()
- USS „St. Johns River” ()
- USS „St. Joseph” ()
- USS „St. Joseph Bay” ()
- USS „St. Joseph River” ()
- USS „St. Lawrence” (1848)
- USS „St. Lo” (CVE-63)
- USS „St. Louis” (1828, 1861, 1894, C-20, CL-49(inne języki), LKA-116)
- USS „St. Mary’s” (1798, 1844, SP-1457, APA-126)
- USS „St. Mary’s River” ()
- USS „St. Mihiel” ()
- USS „St. Paul” (1895, CA-73)
- USS „St. Regis River” ()
- USS „St. Sebastian” ()
- USS „St. Simon” ()
- USS „Stack” ()
- USS „Stadtfeld” ()
- USS „Staff” ()
- USS „Stafford” (DE-411)
- USS „Stag” ()
- USS „Stagbush” ()
- USS „Stallion” (, ATA-193)
- USS „Stalwart” ()
- USNS „Stalwart” ()
- USS „Stamford” ()
- USS „Standard Arrow" ()
- USS „Standish” ()
- USS „Stanly” (DD-478)
- USS „Stansbury” ()
- USS „Stanton” (DE-247)
- USS „Star” (1861)
- USS „Star I” (1912)
- USS „Starboard Unit” ()
- USS „Stark” (FFG-31)
- USS „Stark County” (LST-1134)
- USS „Starlight” ()
- USS „Starling” (, MSF-64)
- USS „Starr” (AKA-67)
- USS „Stars and Stripes” (1861)
- USS „State of Georgia” ()
- USS „Staten Island” ()
- USS „Staunch” ()
- USS „Steady” ()
- USS „Steamer Bay” (CVE-87)
- USS „Steele” (DE-8)
- USS „Steelhead” ()
- USS „Stein” (FF-1065)
- USS „Steinaker” (DD-863)
- USS „Stembel” (DD-644)
- USS „Stentor” ()
- USS „Stephanotis” ()
- USS „Stephen Potter” (DD-538)
- USS „Stephen R. Jones” ()
- USS „Stephen W. Groves” (FFG-29)
- USS „Stephen W. McKeever” ()
- USS „Stephen Young” ()
- USS „Stepping Stones” ()
- USS „Sterett” (DD-27, DD-407, DLG/CG-31)
- USS „Sterlet” (SS-392)
- USS „Sterling” (, )
- USS „Stern” ()
- USS „Sterope” ()
- USS „Stethem” (DDG-63)
- USS „Stettin” ()
- USS „Stevens” (DD-86, DD-479)
- USS „Stevens' Battery” ()
- USS „Stevenson” (DD-503, DD-645)
- USS „Stewart” (DD-13, DD-224, DE-238)
- USS „Stickell” ()
- USS „Stickleback” (SS-415)
- USS „Stiletto” ()
- USS „Stinger” ()
- USS „Stingray” (SS-13, SS-186)
- USS „Stockdale” (1863, DE-399, DDG-106)
- USS „Stockham” (DD-683)
- USS „Stockton” (TB-32, DD-73, DD-646)
- USS „Stoddard” (DD-566)
- USS „Stoddert” (DD-302)
- USS „Stokes” ()
- USS „Stolen” ()
- USS „Stone County” (LST-1141)
- USS „Stonewall” (, )
- USS „Stonewall Jackson” (SSBN-634)
- USS „Storm King” ()
- USS „Stormes” (DD-780)
- USS „Stout” (DDG-55)
- USS „Strafford County” (LST-1142)
- USS „Stranger” ()
- USS „Strategy” ()
- USS „Stratford” ()
- USS „Straub” (DE-181)
- USS „Straus” ()
- USS „Strength” ()
- USS „Stribling” (DD-96, DD-867)
- USS „Strickland” (DER-333)
- USS „Stringham” (TB-19, DD-83)
- USS „Strive” ()
- USS „Stromboli” (1846)
- USS „Strong” (DD-467, DD-758)
- USS „Strong Virginian” (AKR-9205)
- USS „Stump” (DD-978)
- USS „Sturdy” (,. MSO-494)
- USS „Sturgeon” (SS-25, SS-187, SSN-637)
- USS „Sturgeon Bay” ()
- USS „Sturtevant” (DD-240, DE-239/DER-239)

### Su
- USS „Suamico” (AO-49)
- USS „Sublette County” (LST-1144)
- USS „Success” (, )
- USS „Sudbury” ()
- USS „Suffolk” (AKA-69)
- USS „Suffolk County” (LST-1173)
- USS „Suisun” ()
- USS „Suitland” ()
- USS „Sultana” ()
- USS „Sumac” ()
- USS „Summer County” (LST-1148)
- USS „Summit” ()
- USS „Summit County” (LST-1146)
- USS „Sumner” (DD-333, AGS-5, AGS-61)
- USS „Sumner County” (LST-1148)
- USS „Sumpter” (1853)
- USS „Sumter (1862, APA-52, LST-1181)
- USS „Sunbeam III” ()
- USS „Sunbird” (ASR-15)
- USS „Suncock” ()
- USS „Suncook” (1865)
- USS „Sunfish” (SS-281, SSN-649)
- USS „Sunflower” (, )
- USS „Sunnadin” (, )
- USS „Sunnyvale” (AGM-5)
- USS „Sunset” ()
- USS „Superior” (1814, MSF-311)
- USS „Supply” (1846, 1873, IX-147, T-AOE-6)
- USS „Support” ()
- USS „Sureste” ()
- USS „Surf” ()
- USS „Surfbird” (AM-383)
- USS „Suribachi” (AE-21)
- USS „Surprise” (,. PG-63, PG-97)
- USS „Surprize” ()
- USS „Surveyor” ()
- USS „Susan Ann Howard” ()
- USS „Susan B. Anthony” (AP-72)
- USS „Susanne” ()
- USS „Susanville” (PC-1149)
- USS „Susquehanna” (1847, No.3016, AOT-185)
- USS „Sussex” (, )
- USS „Sustain” ()
- USS „Sutter County” (LST-1150)
- USS „Sutton” (DE-771)
- USS „Suwannee” (1864, CVE-27(inne języki))
- USS „Suzanne” ()
- USS „Swallow” (,. MSCO-36)
- USS „Swan” (, )
- USS „Swanson” ()
- USS „Swasey” (DD-273, DE-248)
- USS „Swatane” ()
- USS „Swatara” (1865, 1873)
- USS „Sway” (MSF-120)
- USS „Swearer” ()
- USS „Sweet Brier” ()
- USS „Sweetwater County” (LST-1152)
- USS „Swenning” (DE-394)
- USS „Swerve” (, MSO-495)
- USS „Swift” (, MSF-122)
- USS „Switzerland” (1854)
- USS „Swivel” ()
- USS „Sword” ()
- USS „Swordfish” (SS-193, SSN-579)
- USS „Sybilla III” (SP-104)
- USS „Sycamore” ()
- USS „Sylph” (, , , )
- USS „Sylvan Arrow" ()
- USS „Sylvania” (, AFS-2)
- USS „Sylvia” (, )
- USS „Symbol” ()
- USS „Syncline” ()
- USS „Syren” (1803)
- USS „Syrma” ()